# 孝潔肅皇后

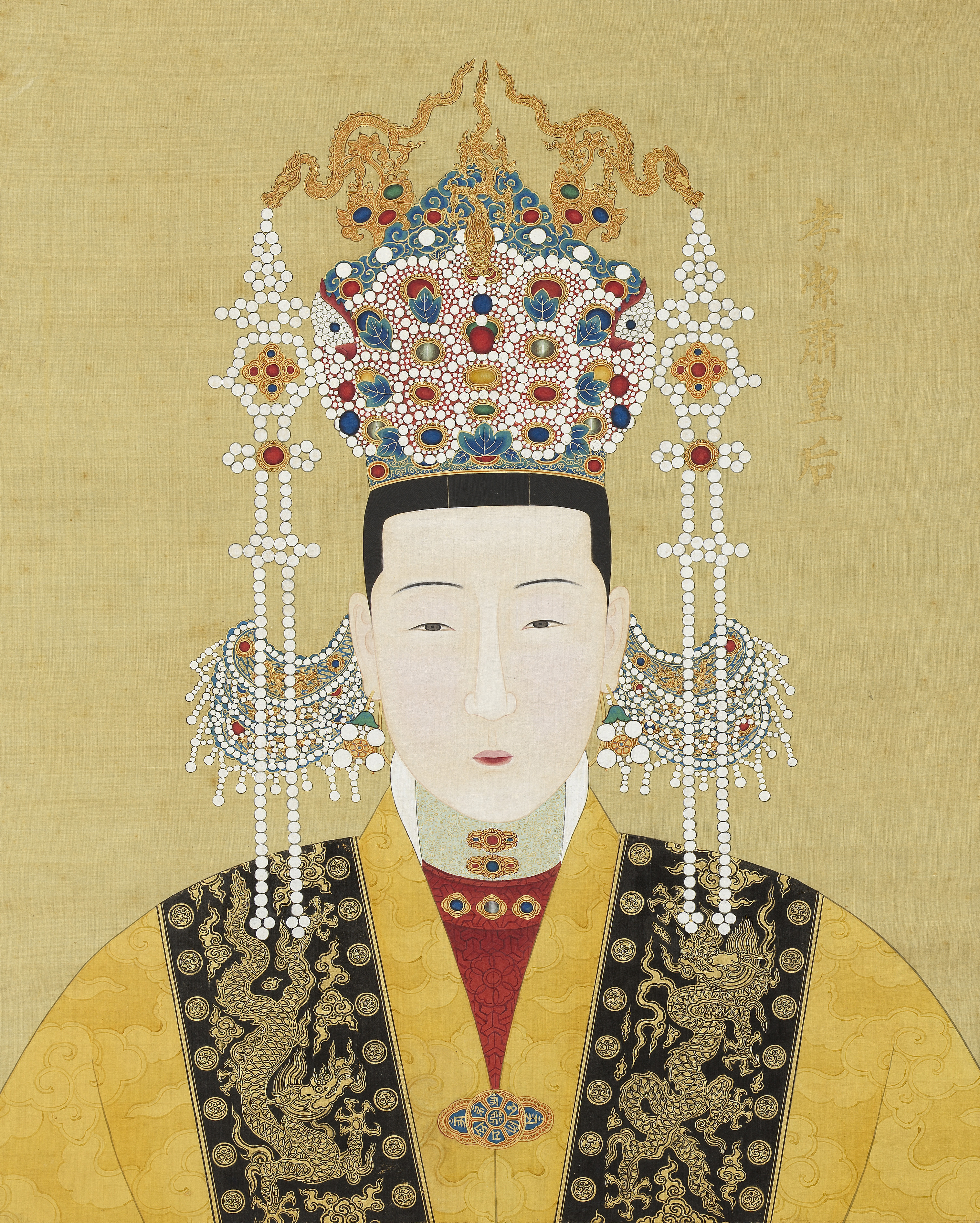
孝洁肃皇后

孝潔肅皇后（1508年—1528年），陳氏，大名府元城縣人。中軍都督府帶俸泰和伯陳萬言之長女，知縣陳誌之孫女，明世宗朱厚熜的第一任皇后。

## 生平
嘉靖元年（1522年）八月十九日，因準備冊立大名府元城縣儒學廩膳生員陳萬言的長女為皇后，嘉靖帝下令任命陳萬言為鴻臚寺卿。同日，鴻臚寺卿陳萬言陞為中軍都督府都督同知，其妻冀氏封為夫人。九月十一日，嘉靖帝任命定國公徐光祚為正使，大學士楊廷和為副使持節，執行納采和問名禮，陳萬言上奏說：「臣女，臣夫婦所生，先臣贈都督同知敔之曾孫，先臣知縣贈都督同知誌之孫，今年十五歲，謹具奏。」九月十五日，嘉靖帝任命武定侯郭勛為正使，大學士蔣冕、費宏為副使持節，執行納吉、納徵、告期三項禮儀。同年九月二十八日，嘉靖帝派遣成國公朱輔為正使，大學士楊廷和、毛紀為副使持節，奉送冊寶，執行奉迎禮。陳皇后接受冊寶，從其家中前往紫禁城。根據冊封詔書「毓秀慶門，揚芬令族，優游圖史，藹和順以積中，涵泳詩書，眷柔嘉之維則」等句，可以得知陳皇后在福慶之家孕育成長，使家族聲名遠揚；又沉浸在圖書史籍之中，內心蘊藏着平和溫順的美德；並且潛心於詩書經典，行為遵循着溫柔善良的規範，故被冊立為皇后。除了陳皇后之外，文氏與張氏亦中選入宮，十月十六日，文氏、張氏分別被冊封為恭妃、順妃。嘉靖帝幾年之後曾回憶起宮中那些品行不端的婦人在他初婚時獨斷專行，日日夜夜在蔣太后面前進言，蔣太后卻未能察覺她們的別有用心。
嘉靖七年（1528年）九月二十二日，泰和伯陳萬言因中宮皇后有疾，上奏請求允許其妻子冀氏入宮探視病情。嘉靖帝將奏疏給輔臣看，說自己早就知道陳萬言的心思，因為陳萬言曾多次通過內官轉交宮人，請求奏報說陳皇后身體不適，希望能夠允許他們進宮探望，但未能如願，所以才有這份奏疏。嘉靖帝認為宮禁是祖宗規定的嚴密之地，外戚自古以來未有以探病為由進入宮內的，許多人假借此名義窺探朝廷內情，而皇后作為他的配偶，所給予的良醫妙藥已經足以治病，並不認為陳皇后見不到親人就無法康復。因此，嘉靖帝下旨對陳萬言說：「宮禁嚴密，非外人所得出入。朕雖篤念親親，實不敢背違祖宗典制。皇后患病，已命醫用心調治，豈必得見親人，方可痊愈？所奏不准，毋復煩擾。」十月初二日，陳皇后去世，之後，禮部曾上呈喪祭禮儀，但是嘉靖帝認為過於隆重，命其重新商議，十月初九日，禮部官員參考歷朝舊制，適當調整喪祭禮儀後再次上請，讓嘉靖帝親自裁定。十月二十七日，嘉靖帝命輔臣張璁等人前往天壽山勘察陳皇后的陵墓選址，發現襖兒峪和橡子嶺兩處地點吉利，嘉靖帝便下令在襖兒峪建造陵墓，工部準備材料開工，先建造一所香殿，以備迎接陳皇后的靈柩。閏十月初二日，冊謚陳皇后為悼靈皇后，禮部郎中歐陽必進將冊謚的符節交給手下官吏，從側門送入宮中，御史李宗樞彈劾他不敬皇權，嘉靖帝下詔扣除他四個月的俸祿。同年閏十月初八日，陳萬言請求前往陳皇后几筵前致祭，嘉靖帝允許他從西華門進入宮中。
陳皇后死後被嘉靖帝冷待的具體原因尚待考證。根據毛奇齡撰《勝朝彤史拾遺記》及何喬遠撰《名山藏》的記載，嘉靖七年十月，嘉靖帝在張、文二妃奉茶進茗時，「循視其手」。陳皇后動怒，扔下杯子並起身，嘉靖帝大怒，讓皇后因過度驚恐而流產，隨後去世。朝鮮聖節使金光轍曾於嘉靖十五年二月在思政殿向中宗報告，說他在路途中遇到監生張雲霓和魏朝聘，張、魏二人聲稱他們從平日交好的宦官那裡打聽到一些宮禁之事，例如張氏受寵，陳皇后在宴會中面露不悅之色。嘉靖帝命令皇后敬酒，看到她面上的神色而動怒，皇后敬酒三次，嘉靖帝都不飲，皇后便把酒杯擲出去。嘉靖帝當即命令她罰跪，隨後與張氏進入別室，直到深夜才肯讓皇后離開。陳皇后因心力交瘁而患病，不久之後便去世。然而，以上兩種說法均沒有確實證據證實。楊一清在其所著的《密諭錄》中，記有嘉靖帝和楊一清等人在陳皇后病危將死時討論廢后一事的全過程，可知陳皇后「以妒妨聖嗣，又憚於奉先殿行禮」，這兩方面都失職。楊一清曾向嘉靖帝表示如果早前就列舉皇后的罪過，在稟告宗廟、請示聖母蔣太后之後再廢黜皇后，則與漢朝和宋朝的做法相似，何況陳皇后的過錯更為嚴重，廢后本來也合乎情理，但平日未有此舉，如今在她病危將死時突然廢黜，相信不會有人相信這些理由，故廢后似乎並不可行。楊一清建議嘉靖帝稍為參考明宣宗胡皇后的例子，讓陳皇后自請退位，稟告兩宮皇太后再退居別宮，保留其皇后稱號，死後仍依照皇后禮儀辦理喪葬，但不葬於祖宗陵寢。其後，嘉靖帝回覆說自己曾多次向聖母蔣太后請示廢后，蔣太后總是阻止，另外又再次批評陳皇后素無德行，才導致久病臥床，無法協助祭祀事務，現在已經退居別所，但一切服制仍按皇后禮遇，待她去世，將葬於金山吉地。
嘉靖八年（1529年）正月二十三日，嘉靖帝對禮部下諭說悼靈皇后的靈柩停放在山陵，隆冬嚴寒，長時間未能安葬，如今天氣漸暖，土壤已解凍，命欽天監選擇安葬日期。因此，欽天監官員奏請在三月初一日安葬皇后，嘉靖帝又下旨讓欽天監官員在二月中旬選定，但是禮部說二月丁卯是景命之月，應當避忌。嘉靖帝表示自己只是考慮到守陵的軍士長時間暴露在外，所以才下旨盡快安葬悼靈皇后，讓他們早日休息，既然二月下葬有忌諱，就依前議在三月初一日安葬悼靈皇后。二月初六日，禮部尚書方獻夫等人上奏說悼靈皇后作為正宮皇后，依禮應當將她的神主附祭於太廟，但太廟九廟已滿，故提出將悼靈皇后神主附祭於奉慈殿，置於孝惠太皇太后之側。奉慈殿是紫禁城內祭祖宮殿中僅次於奉先殿的重要建築，位於奉先殿西側，僅存在於明朝弘治、正德和嘉靖三朝，用以祭祀三位因並非正宮皇后出身而未能入祀奉先殿的皇后，包括孝肅皇太后周氏（明孝宗祖母、明英宗之貴妃）、孝穆皇太后紀氏（明孝宗生母、明憲宗之淑妃）與孝惠皇太后邵氏（明世宗祖母、明憲宗之貴妃）。因此，陳皇后以正宮皇后的身份列位於歷來容納「庶后」的奉慈殿，不僅體現出嘉靖帝對她的不滿之情，同時也通過議定禮制，將陳皇后「降嫡為庶」。同年九月十四日，悼靈皇后陵正式完工。
嘉靖十五年（1536年）九月十七日，禮部尚書夏言等人上奏說悼靈皇后在位中宮七年，懿行純德，足以母儀天下，但根據謚法，其謚號「悼靈」中的悼字雖符合中年早逝之意，但靈字有六種含義，不是美大之稱，請求嘉靖帝讓翰林院重新商議一個更能彰顯美德的謚號。嘉靖帝採納其建議，下詔更改悼靈皇后的謚號為「孝潔」，稱為孝潔皇后。同年九月二十九日，由於奉慈殿內供奉的三位皇太后的神主將分遷至各個皇帝所在的陵寢奉祀，因孝潔皇后無陵可祔，所以嘉靖帝將其神主遷移至奉先殿西室安置。
明穆宗即位，礼臣上议，“孝洁皇后，大行皇帝元配，应该合葬祔庙。若遵遗制祔孝烈，则舍元配也，若同祔，则二后也。大行皇帝升祔时，宜奉孝洁配，迁葬永陵，孝烈主宜别祀。”穆宗从之。隆庆元年二月，上尊谥曰孝洁恭懿慈睿安庄相天翊圣肃皇后，合葬，祔太庙。

## 家族
- 父親陳萬言：嘉靖元年八月十九日，授為鴻臚寺卿、中軍都督府都督同知。嘉靖二年（1523年）三月初九日，陳萬言因皇帝賜予的黃華坊宅邸靠近教坊，上奏辭謝，最後改賜西安門外第一區的宅邸給他[20]；八月初三日，封為泰和伯，給誥券世襲，並授其子陳紹祖為尚寶司丞[21]；十一月十八日，工科給事中解一貫上奏說，因興建陳萬言的宅邸時，極盡奢華壯麗，財力難以承受，請求隨宜取用木材[22]；十一月二十八日，命每年給陳萬言一千石祿米[23]。嘉靖三年（1524年）六月二十四日，陳萬言請求賜予武清縣和東安縣各一千多頃土地。奏疏轉交戶部商議之後，戶部表示二縣地每年都進貢給未央宮，不是陳萬言可以請求要去的。嘉靖帝下令查核兩縣土地，若非宮廷莊地，可以賜給陳萬言。戶部表示他們僅能根據戶籍查核土地有無，難以遠距離判斷，認為應派主事王納言實地勘查。嘉靖帝命令王納言立即勘查並回奏，同時另賜陳萬言兒莊地462頃68畝、曹村橋地40頃、重樓社青塚等村地250頃93畝。隨後，保定巡撫劉麟和御史任洛共同上奏，稱這些土地都是先前皇帝明詔清查豪強侵佔土地事件之後，應該歸還給百姓的，不宜把這些土地再次奪走並賜給陳萬言[24]。同年七月十一日，陳萬言的家奴何璽等人把平民范通毆打致死，嘉靖帝命逮捕和審訊犯人，但對陳萬言不予追究。陳萬言求情之後，嘉靖帝更下旨釋放何璽等人。刑科都給事中劉濟等人上奏抗議，認為陳萬言縱容家奴打死人，自身免於處罰已屬僥倖，現在連何璽等人都被釋放，將會使得朝廷的公法在皇親國戚的家奴身上無法施行，並違背明太祖創立制度、傳留規範的本意[25]。嘉靖四年（1525年）五月初六日，陳萬言、駙馬都尉鄔景和因被彈劾而分別上疏認罪，嘉靖帝再次嚴厲責斥陳萬言、鄔景和爵位高、俸祿厚，日常供給並不匱乏，卻縱容家奴開設店面，剝削傷害商民，違犯國法，本來應該要嚴查處理，但是既然願意認罪，便暫且寬恕他們，僅命令相關部門緝捕那些惹事的家奴[26]。同年七月初八日，陳萬言上奏說元城縣知縣張好古擅自拘捕國戚，又非法用刑導致人命死亡，嘉靖帝命錦衣衛逮捕並審訊張好古[27]。嘉靖十四年（1535年）七月初六日，賜泰和伯陳萬言祭葬如例，追贈為太子太保[28]。除陳皇后之外，還有一女為清平伯吳夫人，早卒。

- 母親冀氏：嘉靖元年八月十九日，封為夫人。嘉靖八年十月十八日，陳萬言請求工部在其已故妻子冀氏的墳墓處建造享堂和碑亭，嘉靖帝批准此請求[29]。

- 侄子陳書：嘉靖九年（1530年）九月初八日，陳萬言上奏說他的長孫陳書因父親去世，未赴國子監學習，被祭酒許誥查核並參奏，嘉靖帝下旨逮捕陳書，施以杖責並禁閉家中。陳萬言請求嘉靖帝允許陳書回鄉守喪，待喪期結束。嘉靖帝說：「陳書既稱回籍守制，待服闋之日，送監照舊肄業。」嘉靖十五年正月二十九日，陳書請求承襲爵位，吏部回覆說陳萬言因恩澤受封，按慣例不可世襲，嘉靖帝便命其為錦衣衛帶俸都指揮同知[30]。

## 延伸閱讀
[在维基数据编辑]
 《明史卷一百一十四》，出自《明史》